# Seumirah
Seumirah is een bestuurslaag in het regentschap Aceh Utara van de provincie Atjeh, Indonesië. Seumirah telt 3689 inwoners (volkstelling 2010).